# Distretto di Phanna Nikhom
Il distretto di Phanna Nikhom (in thailandese: พรรณานิคม) è un distretto (amphoe) della Thailandia, situato nella provincia di Sakon Nakhon.